# George Richard Ahlman
George Richard Ahlman, född 4 januari 1768  i Lund, död 23 maj 1838   i Malmö, var rektor för Malmö Latinskola (1812–1832)  som låg i hörnet Själbodgatan och Mäster Nilsgatan vid S:t Petri kyrka, och senare 1826 flyttad till Norra Vallgatan, och professor i orientaliska språk. Innan det, så hade han även varit lärare en längre tid på skolan under Con-Rektorn, senare 1799 Rektor Skolae Jöns Gersonius (1729-1812). Bland ämnena han undervisade i var från början grekiska enligt Norbergs metod för att sedan överta latinundervisningen med även allmännämne som astronomi. Ahlman var en fritänkare ur den Voltaireska skolan.
Ahlman föddes som son till den på sin tid kända kyrkoherden Johan Ahlman (1727–1786) från Lund och prästdottern Katarina Margareta Åkerman.
Ahlman var en av det dåtida Malmös mer kända personer, och var på sin tid högt uppskattad som lärare och rektor. Som ett erkännande för sin skolverksamhet erhöll han år 1810 professors titel i orientaliska språk och 1832 utnämndes han till riddare av Nordstjärneorden. Han utgav ett par akademiska avhandlingar i orientaliska språk samt några tillfällighetsskrifter.
Ahlman var bror till teologen och rektorn vid Lunds Universitet, Martin Erik Ahlman (1773–1834).
Ahlman ligger begravd på gamla kyrkogården i Malmö i en grav som restes av "tacksamma lärjungar".